# Međunarodno povjerenstvo za stratigrafiju
Međunarodno povjerenstvo za stratigrafiju je znastvena organizacija koja se bavi stratigrafijom na globalnoj razini. Predstavlja najveće znastveno tijelo unutar Međunarodne unije geoloških znanosti. Jedan od njenih zadataka je ustanoviti standardnu i globalnu geološku kronologiju, odnosno ohrabriti međunarodni dijalog među paleontolozima po tom pitanju.

## Vanjske poveznice
- Međunarodna komisija za stratigrafiju